# Bells (Texas)
Bells è un comune (town) degli Stati Uniti d'America della contea di Grayson nello Stato del Texas. La popolazione era di 1.392 abitanti al censimento del 2010. Fa parte dell'area metropolitana di Sherman-Denison.

## Geografia fisica
Secondo lo United States Census Bureau, la città ha una superficie totale di 5,72 km², dei quali 5,72 km² di territorio e 0 km² di acque interne (0% del totale).

## Società

### Evoluzione demografica
Secondo il censimento del 2010, la popolazione era di 1.392 abitanti.

### Etnie e minoranze straniere
Secondo il censimento del 2010, la composizione etnica della città era formata dal 93,32% di bianchi, lo 0,93% di afroamericani, il 2,37% di nativi americani, lo 0,07% di asiatici, lo 0% di oceanici, lo 0,5% di altre razze, e il 2,8% di due o più etnie. Ispanici o latinos di qualunque razza erano il 3,02% della popolazione.